# Wessex Football League
Wessex Football League, známá jako Velocity Wessex Football League je anglická regionální fotbalová liga, která se hraje v jižní Anglii. Její členové jsou primárně z Hampshire a Dorsetu, způsobilé jsou ale i kluby z přilehlých krajů, jako jsou Wiltshire, Berkshire, Surrey, a ostrov Wight. Premier Division je jednou ze šestnácti uznávaných lig, které tvoří devátou úroveň systému anglické fotbalové ligy (známé jsou jako Step 5 systému National League System) a Division One je jednou ze sedmnácti uznávaných lig na úrovni 10 (Step 6).
Vítězové Wessex League, kteří splňují příslušné terénní a finanční požadavky, mají nárok na postup do Southern League Division One South nebo Isthmian League Division One South Central. Jde o devátou až desátou úroveň.